# Virtual XI
Virtual XI es el undécimo álbum de estudio de Iron Maiden y el segundo y último con Blaze Bayley como vocalista. Después del drástico cambio que significó la oscuridad de The X Factor en el estilo de Iron Maiden se buscó retomar una línea un poco más melódica, aunque de todas formas las estructuras de composición conservan ciertas similitudes, sobre todo en el uso de sintetizadores. En abril de 2009 el disco había vendido 84.987 copias en los Estados Unidos y más de 1.050.000 en todo el mundo siendo el álbum más bajo de Iron Maiden en cuanto a ventas.

## Temática
El concepto de este álbum musical está orientado a temáticas relacionadas con el auge de la informática y la tecnología y sus posibles consecuencias negativas, pero también a que es el undécimo disco de la banda, y al número de jugadores que componen un equipo de fútbol (por esas fechas Iron Maiden sacó merchandising con sus propias camisetas de fútbol, para lo cual incluso armaron una pequeña selección en la que jugaron junto a estrellas del fútbol mundial como Paul Gascoigne o Faustino Asprilla).
En líneas generales es un disco que genera hasta el día de hoy opiniones divididas entre los fanes de Iron Maiden: hay quienes la consideran una de las más bajas placas de su carrera, o quienes consideran que es un excelente álbum, que además reactivó la fe en el grupo.
Con el paso del tiempo, muchos consideran que el disco fue junto a The X Factor, álbumes de culto, y una etapa positiva de transición hasta la vuelta de los discos con Bruce Dickinson como vocalista. A pesar de las bajas ventas, el disco siguió estando presente con algunas de sus canciones en giras posteriores como The Ed Hunter Tour, Dance of Death World Tour, Legacy of the Beast World Tour, etc., e incluso en registros en vivo como Rock in Rio.
Cabe mencionar que la canción «Cómo estáis amigos» está inspirada en la guerra entre Argentina y el Reino Unido por la posesión de las Islas Malvinas. El estribillo dice «No more tears, if we live for a hundred years, amigo no more tears» («no más lágrimas, si vivimos por cientos de años, amigo no más lágrimas»).

## Lista de canciones
| N.º   | Título                                 | Escritor(es)             | Duración |  |
| 1.    | «Futureal»                             | Harris / Bayley          | 3:00     |  |
| 2.    | «The Angel and the Gambler»            | Harris                   | 9:51     |  |
| 3.    | «Lightning Strikes Twice»              | Murray / Harris          | 4:49     |  |
| 4.    | «The Clansman»                         | Harris                   | 9:06     |  |
| 5.    | «When Two Worlds Collide»              | Murray / Bayley / Harris | 6:13     |  |
| 6.    | «The Educated Fool»                    | Harris                   | 6:46     |  |
| 7.    | «Don't Look to the Eyes of a Stranger» | Harris                   | 8:11     |  |
| 8.    | «Como Estais Amigos»                   | Gers / Bayley            | 5:26     |  |
| 53:22 |                                        |                          |          |  |

## Integrantes
- Steve Harris - bajista
- Blaze Bayley - vocalista
- Dave Murray - guitarrista
- Janick Gers - guitarrista
- Nicko McBrain - baterista